# Campeonato de Escocia de Rugby 1974-75
El Campeonato de Escocia de Rugby (Scotland Division 1) de 1974-75 fue la segunda edición del principal torneo de rugby de Escocia.

## Sistema de disputa
El torneo se disputó en formato de todos contra todos en la que cada equipo enfrentó a cada uno de sus rivales.
El equipo que al finalizar el torneo obtuviera mayor cantidad de puntos, se coronó como campeón del torneo, mientras que los dos últimos descendieron directamente a la División 2.
Puntuación
Para ordenar a los equipos en la tabla de posiciones se los puntuará según los resultados obtenidos.
- 2 puntos por victoria.
- 1 puntos por empate.
- 0 puntos por derrota.

## Clasificación
| Pos. | Equipo              | Encuentros | Encuentros | Encuentros | Encuentros | Tantos | Tantos | Tantos | Puntos |
| Pos. | Equipo              | PJ         | PG         | PE         | PP         | F      | C      | Dif    | Puntos |
| ---- | ------------------- | ---------- | ---------- | ---------- | ---------- | ------ | ------ | ------ | ------ |
| 1.º  | Hawick RFC          | 11         | 10         | 0          | 1          | 273    | 77     | +196   | 20     |
| 2.º  | Gala RFC            | 11         | 9          | 0          | 2          | 184    | 102    | +82    | 18     |
| 3.º  | Boroughmuir RFC     | 11         | 8          | 0          | 3          | 140    | 130    | +10    | 16     |
| 4.º  | Heriot's FP         | 11         | 5          | 1          | 5          | 143    | 124    | +19    | 11     |
| 5.º  | Watsonians          | 11         | 5          | 1          | 5          | 134    | 136    | -2     | 11     |
| 6.º  | Jordanhill          | 11         | 5          | 0          | 6          | 117    | 116    | +1     | 10     |
| 7.º  | West of Scotland    | 11         | 4          | 1          | 6          | 122    | 119    | +3     | 9      |
| 8.º  | Melrose RFC         | 11         | 4          | 1          | 6          | 89     | 127    | -38    | 9      |
| 9.º  | Kelso RFC           | 11         | 4          | 1          | 6          | 121    | 168    | -47    | 9      |
| 10.º | Edinburgh Wanderers | 11         | 4          | 1          | 6          | 117    | 185    | -68    | 9      |
| 11.º | Glasgow High        | 11         | 4          | 0          | 7          | 97     | 133    | -36    | 8      |
| 12.º | Dunfermline         | 11         | 1          | 0          | 10         | 82     | 202    | -120   | 2      |

|  | Campeón.                    |
|  | Descendido a la División 2. |

| Bandera de Escocia |
| Campeón Hawick RFC |
| Segundo título     |